# Warriors (álbum)
Warriors é o nono álbum de estúdio da banda Agnostic Front, lançado a 6 de Novembro de 2007.

## Faixas
1. "Addiction" - 2:20
2. "Dead To Me" - 2:52
3. "Outraged" - 1:54
4. "Warriors" - 2:07
5. "Black and Blue" - 2:34
6. "Change Your Ways" - 1:53
7. "For My Family" - 2:22
8. "No Regrets" - 1:48
9. "Revenge" - 3:12
10. "We Want The Truth" - 2:24
11. "By My Side" - 2:51
12. "Come Alive" - 2:02
13. "All These Years" - 1:58
14. "Forgive Me Mother" - 1:56

## Créditos
- Roger Miret – Vocal
- Vinnie Stigma – Guitarra
- Matt Henderson – Guitarra
- Mike Gallo – Baixo
- Steve Gallo – Bateria